# Linea BMT West End
La linea BMT West End (in inglese BMT West End Line; IPA [bi-ɛm-ti wɛst ɛnd laɪn]) è una linea della divisione B della metropolitana di New York situata a Brooklyn, che serve i quartieri di Sunset Park, Borough Park, Bensonhurst, Bath Beach e Coney Island. È utilizzata esclusivamente dalla linea D, attiva 24 ore su 24.

## Storia
La linea BMT West End fu realizzata come parte del contratto 4 dei Dual Contracts, stipulato nel 1913 tra la città di New York e la Brooklyn Rapid Transit Company (BRT), poi divenuta Brooklyn-Manhattan Transit Corporation (BMT). Il 24 giugno 1916 aprì la sezione della linea compresa tra Ninth Avenue e 18th Avenue e collegata alla linea BMT Fourth Avenue. Un mese più tardi, il 29 luglio, aprì l'estensione verso 25th Avenue, con due stazioni intermedie. Il 21 luglio 1917 furono aperte le ultime due stazioni, Bay 50th Street e il capolinea Coney Island.
Nel 1963 vennero avviati i lavori di sostituzione delle banchine in legno di tutte le stazioni con banchine in calcestruzzo. Nella prima metà degli anni 1970 le banchine furono allungate per permettere di accogliere treni con dieci carrozze.
Tra il 2001 e il 2004, il capolinea Coney Island-Stillwell Avenue venne sottoposto ad un'estesa ristrutturazione del costo di 310 milioni di dollari. Nel luglio 2012 terminarono i lavori di rinnovo delle sette stazioni tra 71st Street e Bay 50th Street, costati 88 milioni di dollari e finanziati dall'American Recovery and Reinvestment Act, e a novembre dello stesso anno furono completati anche quelli delle cinque stazioni tra Ninth Avenue e 62nd Street, finanziati invece dal piano di investimenti 2005-2009 della Metropolitan Transportation Authority (MTA).

## Percorso
| Continuation backward |

| Unknown route-map component "utCONTgq" | Unknown route-map component "mdKRZt" | Unknown route-map component "utdSTRq" | Unknown route-map component "utABZq+3" | Unknown route-map component "utdCONTfq" |

| Unknown route-map component "d" | Unknown route-map component "uv-STR+1" + Unknown route-map component "uvSHI2l-" + Unknown route-map component "uÜWu1" | Unknown route-map component "utSTRc4" |

|  | Unknown route-map component "ueABZg+l" | Unknown route-map component "uexCONTfq" |

| Unknown route-map component "d" | Unknown route-map component "udSTR" | Unknown route-map component "udKDSTa" |

| Unknown route-map component "d" | Unknown route-map component "uvSHI2g+l-" |

| Unknown route-map component "d" | Unknown route-map component "uevSHI2gl-" |

| Unknown route-map component "d" | Unknown route-map component "udBHF" | Unknown route-map component "uexdBHF" |

| Unknown route-map component "d" | Unknown route-map component "uSTR~L" | Unknown route-map component "uSTR~R" + Unknown route-map component "uexSTRl" | Unknown route-map component "uexdCONTfq" |

| Urban stop on track |

| Urban stop on track |

| Urban stop on track |

| Unknown route-map component "uCONTgq" | Unknown route-map component "uTHSTo" + Unknown route-map component "lHSTACC" | Unknown route-map component "uCONTfq" |

| Urban stop on track |

| Urban stop on track |

| Urban stop on track |

| Urban stop on track |

| Unknown route-map component "uACC" |

| Urban stop on track |

| Unknown route-map component "d" | Unknown route-map component "uvSHI2gl-" |

| Unknown route-map component "uv-HST" | Unknown route-map component "udSTR" |

| Unknown route-map component "d" | Unknown route-map component "uSTR~L" | Unknown route-map component "uSTR~R" + Unknown route-map component "uSTRl" + Unknown route-map component "uSTR3h+l" | Unknown route-map component "d" + Unknown route-map component "uKDSTeq" |

| Unknown route-map component "d" | Unknown route-map component "uSTR~L" | Unknown route-map component "uSTR~R" + Unknown route-map component "uSTR+l" + Unknown route-map component "uSTR3h+l" | Unknown route-map component "d" + Unknown route-map component "uKDSTeq" |

| Unknown route-map component "d" | Unknown route-map component "uSTR~L" | Unknown route-map component "uSTR~R" + Unknown route-map component "uABZg+l" | Unknown route-map component "d" |

| Unknown route-map component "d" | Unknown route-map component "uvÜST" |

| Unknown route-map component "d" | Unknown route-map component "uvKBHFe-BHF" + Unknown route-map component "lACC" |

|  |  | Unknown route-map component "uSPLal" | Unknown route-map component "uvCONTfq" |